# والتر وايت (محامي)
والتر وايت (بالإنجليزية: Walter Wyatt) هو محامي أمريكي، ولد في 20 يوليو 1893، وتوفي في 26 فبراير 1978.